# Мана
Вижте пояснителната страница за други значения на мана.
Мана̀ е заболяване по растенията, основно по лозята и тютюна, причинено от паразитни гъби от сем. Peronosporaceae и Pythiacea, например Лозова плазмопара. Пренесено от Америка в Европа в края на XIX век с подложки устойчиви спрямо филоксера. От икономическа гледна точка, това е най-сериозната болест по тези растения в България.

## Описание
Патогенът зимува като ооспори (трайни спори) по опадалите листа. Хифите му се развиват в междуклетъчното пространство, от което чрез хаустори черпи хранителни вещества. Ооспорите извършват първичните заразявания напролет. За да покълнат им е необходимо въздействието на ниски температури. Условията за поникване са температура от 11 до 30 °C, влажност на почвата над 70% от ППВ и превалявания в продължение на 2 – 3 дни. Масовото разпространение на заболяването се извършва чрез зооспори.
Растенията са най-чувствителни през периода на формиране на ресите до наедряване на зърната до големина на грахово зърно. Честите превалявания, росите и мъгливото време, ниските температури, гъстите насаждения, голямото заплевеляване, едностранчивото азотно торене и др. спомагат за силно развитие на мана.